# パリ〜ニース2011
パリ〜ニース2011(Paris-Nice 2011)は、パリ〜ニースの69回目のレース。2011年3月6日から13日まで行なわれた。

## 参加チーム
- 斜字はコンチネンタルプロチーム

- AG2R・ラ・モンディアル
- アスタナ・チーム
- BMC・レーシングチーム
- ブルターニュ・シュラー
- コフィディス
- ヨーロッパカー
- エウスカルテル・エウスカディ
- FDJ
- ガーミン・サーヴェロ
- ランプレ・ISD
- レオパルド・トレック
- リクイガス・キャノンデール
- オメガファーマ・ロット
- クイックステップ
- ラボバンク
- チーム・HTC - ハイロード
- チーム・カチューシャ
- チーム・モビスター
- チーム・レディオシャック
- チーム・サクソバンク - サンガード
- チームスカイ
- ヴァカンソレイユ・DCM

## 区間及び総合首位の変遷
| ステージ | 総合優勝                 | 総合                     | ポイント賞             | 山岳賞             | 新人賞                   | チーム                   |
| -------- | ------------------------ | ------------------------ | ---------------------- | ------------------ | ------------------------ | ------------------------ |
| 1        | トーマス・デ・ヘント     | トーマス・デ・ヘント     | トーマス・デ・ヘント   | ダミアン・ゴダン   | トーマス・デ・ヘント     | ヴァカンソレイユ・DCM    |
| 2        | グレッグ・ヘンダーソン   | トーマス・デ・ヘント     | グレッグ・ヘンダーソン | ダミアン・ゴダン   | トーマス・デ・ヘント     | ヴァカンソレイユ・DCM    |
| 3        | マシュー・ゴス           | マシュー・ゴス           | ハインリヒ・ハウスラー | ユシ・ヴァイカネン | マシュー・ゴス           | ヴァカンソレイユ・DCM    |
| 4        | トマ・ヴォクレール       | トーマス・デ・ヘント     | ハインリヒ・ハウスラー | レミ・ポリオル     | トーマス・デ・ヘント     | ヴァカンソレイユ・DCM    |
| 5        | アンドレアス・クレーデン | アンドレアス・クレーデン | ハインリヒ・ハウスラー | レミ・ポリオル     | ロベルト・キセルロヴスキ | チーム・レディオシャック |
| 6        | トニー・マルティン       | トニー・マルティン       | ハインリヒ・ハウスラー | レミ・ポリオル     | レイン・ターラミャエ     | チーム・レディオシャック |
| 7        | レミ・ディ・グレゴリオ   | トニー・マルティン       | ハインリヒ・ハウスラー | レミ・ポリオル     | レイン・ターラミャエ     | チーム・レディオシャック |
| 8        | トマ・ヴォクレール       | トニー・マルティン       | ハインリヒ・ハウスラー | レミ・ポリオル     | レイン・ターラミャエ     | チーム・レディオシャック |

## 区間及び総合成績

### 第1ステージ
- 3月6日（日）　ウダン － ウダン 154.5km

区間成績
| 順位 | 選手名                 | 国籍             | チーム名                   | 時間          |
| ---- | ---------------------- | ---------------- | -------------------------- | ------------- |
| 1    | トーマス・デ・ヘント   | ベルギー         | ヴァカンソレイユ・DCM      | 4時間05分06秒 |
| 2    | ジェレミ・ロワイ       | フランス         | FDJ                        | 同            |
| 3    | ハインリヒ・ハウスラー | オーストラリア   | ガーミン・サーヴェロ       | 同            |
| 4    | ペーター・サガン       | スロバキア       | リクイガス・キャノンデール | 同            |
| 5    | グレッグ・ヘンダーソン | ニュージーランド | チーム・スカイ             | 同            |

総合成績
| 順位 | 選手名                 | 国籍           | チーム名              | 時間          |
| ---- | ---------------------- | -------------- | --------------------- | ------------- |
| 1    | トーマス・デ・ヘント   | ベルギー       | ヴァカンソレイユ・DCM | 4時間04分53秒 |
| 2    | ジェレミ・ロワイ       | フランス       | FDJ                   | +06秒         |
| 3    | ハインリヒ・ハウスラー | オーストラリア | ガーミン・サーヴェロ  | +09秒         |
| 4    | ダミアン・ゴダン       | フランス       | ヨーロッパカー        | +10秒         |
| 5    | イェンス・フォイクト   | ドイツ         | レオパルド・トレック  | +11秒         |

ポイント賞首位
- トーマス・デ・ヘント （ ベルギー・ヴァカンソレイユ・DCM）　28P

山岳賞首位
- ダミアン・ゴダン （ フランス・ヨーロッパカー） 4P

新人賞首位
- トーマス・デ・ヘント （ ベルギー・ヴァカンソレイユ・DCM）　4時間04分53秒

チーム時間賞首位
- ヴァカンソレイユ・DCM　12時間15分18秒

### 第2ステージ
- 3月7日（月）　モンフォール＝ラモリ － アミイ　199km

区間成績
| 順位 | 選手名                 | 国籍             | チーム名                   | 時間          |
| ---- | ---------------------- | ---------------- | -------------------------- | ------------- |
| 1    | グレッグ・ヘンダーソン | ニュージーランド | チーム・スカイ             | 5時間00分56秒 |
| 2    | マシュー・ゴス         | オーストラリア   | チーム・HTC - ハイロード   | 同            |
| 3    | デニス・ガリムジャノフ | ロシア           | チーム・カチューシャ       | 同            |
| 4    | ハインリヒ・ハウスラー | オーストラリア   | ガーミン・サーヴェロ       | 同            |
| 5    | ペーター・サガン       | スロバキア       | リクイガス・キャノンデール | 同            |

総合成績
| 順位 | 選手名                 | 国籍             | チーム名                 | 時間          |
| ---- | ---------------------- | ---------------- | ------------------------ | ------------- |
| 1    | トーマス・デ・ヘント   | ベルギー         | ヴァカンソレイユ・DCM    | 9時間05分48秒 |
| 2    | グレッグ・ヘンダーソン | ニュージーランド | チーム・スカイ           | +04秒         |
| 3    | ジェレミ・ロワイ       | フランス         | FDJ                      | +07秒         |
| 4    | マシュー・ゴス         | オーストラリア   | チーム・HTC - ハイロード | +08秒         |
| 5    | トニ・ガロパン         | フランス         | コフィディス             | 同            |

ポイント賞首位
- グレッグ・ヘンダーソン （ ニュージーランド・チーム・スカイ）　41P

山岳賞首位
- ダミアン・ゴダン （ フランス・ヨーロッパカー） 4P

新人賞首位
- トーマス・デ・ヘント （ ベルギー・ヴァカンソレイユ・DCM）　9時間05分48秒

チーム時間賞首位
- ヴァカンソレイユ・DCM　27時間18分06秒

### 第3ステージ
- 3月8日（火）　コーヌ＝クール＝シュル＝ロワール　－　ニュイ＝サン＝ジョルジュ　202km

区間成績
| 順位 | 選手名                 | 国籍           | チーム名                 | 時間          |
| ---- | ---------------------- | -------------- | ------------------------ | ------------- |
| 1    | マシュー・ゴス         | オーストラリア | チーム・HTC - ハイロード | 5時間16分48秒 |
| 2    | ハインリヒ・ハウスラー | オーストラリア | ガーミン・サーヴェロ     | 同            |
| 3    | デニス・ガリムジャノフ | ロシア         | チーム・カチューシャ     | 同            |
| 4    | ホセ・ホアキン・ロハス | スペイン       | チーム・カチューシャ     | 同            |
| 5    | ジェライント・トーマス | イギリス       | チーム・スカイ           | 同            |

総合成績
| 順位 | 選手名                 | 国籍             | チーム名                 | 時間           |
| ---- | ---------------------- | ---------------- | ------------------------ | -------------- |
| 1    | マシュー・ゴス         | オーストラリア   | チーム・HTC - ハイロード | 14時間22分34秒 |
| 2    | トーマス・デ・ヘント   | ベルギー         | ヴァカンソレイユ・DCM    | +02秒          |
| 3    | ハインリヒ・ハウスラー | オーストラリア   | ガーミン・サーヴェロ     | +06秒          |
| 4    | グレッグ・ヘンダーソン | ニュージーランド | チーム・スカイ           | 同             |
| 5    | デニス・ガリムジャノフ | ロシア           | チーム・カチューシャ     | +08秒          |

ポイント賞首位
- ハインリヒ・ハウスラー （ オーストラリア・ガーミン・サーヴェロ）　60P

山岳賞首位
- ユシ・ヴァイカネン （ フィンランド・オメガファーマ・ロット） 7P

新人賞首位
- マシュー・ゴス （ オーストラリア・チーム・HTC - ハイロード）　14時間22分34秒

チーム時間賞首位
- ヴァカンソレイユ・DCM　43時間08分30秒

### 第4ステージ
- 3月9日（水）　クレシュ＝スュル＝サオーヌ　－　ベルビル（英語版）　191km

区間成績
| 順位 | 選手名                 | 国籍           | チーム名              | 時間          |
| ---- | ---------------------- | -------------- | --------------------- | ------------- |
| 1    | トマ・ヴォクレール     | フランス       | ヨーロッパカー        | 5時間04分20秒 |
| 2    | レミ・ポリオル         | フランス       | FDJ                   | 同            |
| 3    | トーマス・デ・ヘント   | ベルギー       | ヴァカンソレイユ・DCM | 同            |
| 4    | レミ・ディ・グレゴリオ | フランス       | アスタナ・チーム      | 同            |
| 5    | ハインリヒ・ハウスラー | オーストラリア | ガーミン・サーヴェロ  | +13秒         |

総合成績
| 順位 | 選手名                 | 国籍           | チーム名                 | 時間           |
| ---- | ---------------------- | -------------- | ------------------------ | -------------- |
| 1    | トーマス・デ・ヘント   | ベルギー       | ヴァカンソレイユ・DCM    | 19時間26分46秒 |
| 2    | トマ・ヴォクレール     | フランス       | ヨーロッパカー           | +10秒          |
| 3    | レミ・ポリオル         | フランス       | FDJ                      | +16秒          |
| 4    | マシュー・ゴス         | オーストラリア | チーム・HTC - ハイロード | +21秒          |
| 5    | レミ・ディ・グレゴリオ | フランス       | アスタナ・チーム         | +24秒          |

ポイント賞首位
- ハインリヒ・ハウスラー （ オーストラリア・ガーミン・サーヴェロ）　76P

山岳賞首位
- レミ・ポリオル （ フランス・FDJ） 35P

新人賞首位
- トーマス・デ・ヘント （ ベルギー・ヴァカンソレイユ・DCM）　19時間26分46秒

チーム時間賞首位
- ヴァカンソレイユ・DCM　58時間21分56秒

### 第5ステージ
- 3月10日（木）　サン＝サンフォリアン＝スュル＝コワーズ　－　ヴェルヌクサン＝ヴィヴァレ　193km

区間成績
| 順位 | 選手名                   | 国籍       | チーム名                     | 時間          |
| ---- | ------------------------ | ---------- | ---------------------------- | ------------- |
| 1    | アンドレアス・クレーデン | ドイツ     | チーム・レディオシャック     | 4時間59分00秒 |
| 2    | サムエル・サンチェス     | スペイン   | エウスカルテル・エウスカディ | 同            |
| 3    | マッテオ・カッラーラ     | イタリア   | ヴァカンソレイユ・DCM        | 同            |
| 4    | トニー・マルティン       | ドイツ     | チーム・HTC - ハイロード     | 同            |
| 5    | レイン・ターラミャエ     | エストニア | コフィディス                 | 同            |

総合成績
| 順位 | 選手名                   | 国籍       | チーム名                     | 時間           |
| ---- | ------------------------ | ---------- | ---------------------------- | -------------- |
| 1    | アンドレアス・クレーデン | ドイツ     | チーム・レディオシャック     | 24時間26分13秒 |
| 2    | サムエル・サンチェス     | スペイン   | エウスカルテル・エウスカディ | +04秒          |
| 3    | マッテオ・カッラーラ     | イタリア   | ヴァカンソレイユ・DCM        | +06秒          |
| 4    | トニー・マルティン       | ドイツ     | チーム・HTC - ハイロード     | +10秒          |
| 5    | ロベルト・キセルロヴスキ | クロアチア | アスタナ・チーム             | 同             |

ポイント賞首位
- ハインリヒ・ハウスラー （ オーストラリア、ガーミン・サーヴェロ）　79P

山岳賞首位
- レミ・ポリオル （ フランス、FDJ） 39P

新人賞首位
- ロベルト・キセルロヴスキ （ クロアチア、アスタナ・チーム）　24時間26分23秒

チーム時間賞首位
- チーム・レディオシャック　73時間19分28秒

### 第6ステージ
- 3月11日（金）　ロニュ　－　エクス＝アン＝プロヴァンス　27km(ITT)

区間成績
| 順位 | 選手名                     | 国籍           | チーム名                          | 時間     |
| ---- | -------------------------- | -------------- | --------------------------------- | -------- |
| 1    | トニー・マルティン         | ドイツ         | チーム・HTC - ハイロード          | 33分24秒 |
| 2    | ブラッドリー・ウィギンス   | イギリス       | チーム・スカイ                    | +20秒    |
| 3    | リッチー・ポート           | オーストラリア | チーム・サクソバンク - サンガード | +29秒    |
| 4    | アンドレアス・クレーデン   | ドイツ         | チーム・レディオシャック          | +46秒    |
| 5    | ジャン＝クリストフ・ペロー | フランス       | AG2R・ラ・モンディアル            | +55秒    |

総合成績
| 順位 | 選手名                     | 国籍       | チーム名                 | 時間           |
| ---- | -------------------------- | ---------- | ------------------------ | -------------- |
| 1    | トニー・マルティン         | ドイツ     | チーム・HTC - ハイロード | 24時間59分47秒 |
| 2    | アンドレアス・クレーデン   | ドイツ     | チーム・レディオシャック | +36秒          |
| 3    | ブラッドリー・ウィギンス   | イギリス   | チーム・スカイ           | +39秒          |
| 4    | レイン・ターラミャエ       | エストニア | コフィディス             | +1分10秒       |
| 5    | ジャン＝クリストフ・ペロー | フランス   | AG2R・ラ・モンディアル   | +1分14秒       |

ポイント賞首位
- ハインリヒ・ハウスラー （ オーストラリア、ガーミン・サーヴェロ）　79P

山岳賞首位
- レミ・ポリオル （ フランス、FDJ） 39P

新人賞首位
- レイン・ターラミャエ （ エストニア、コフィディス）　25時間00分57秒

チーム時間賞首位
- チーム・レディオシャック　75時間03分08秒

### 第7ステージ
- 3月12日（土）　ブリニョール　－　ビオ＝ソフィア・アンティポリ　215km

区間成績
| 順位 | 選手名                   | 国籍       | チーム名                     | 時間          |
| ---- | ------------------------ | ---------- | ---------------------------- | ------------- |
| 1    | レミ・ディ・グレゴリオ   | フランス   | アスタナ・チーム             | 5時間46分23秒 |
| 2    | サムエル・サンチェス     | スペイン   | エウスカルテル・エウスカディ | +05秒         |
| 3    | リゴベルト・ウラン       | コロンビア | チーム・スカイ               | 同            |
| 4    | アンドレアス・クレーデン | ドイツ     | チーム・レディオシャック     | +07秒         |
| 5    | トニー・マルティン       | ドイツ     | チーム・HTC - ハイロード     | 同            |

総合成績
| 順位 | 選手名                     | 国籍       | チーム名                 | 時間           |
| ---- | -------------------------- | ---------- | ------------------------ | -------------- |
| 1    | トニー・マルティン         | ドイツ     | チーム・HTC - ハイロード | 30時間46分17秒 |
| 2    | アンドレアス・クレーデン   | ドイツ     | チーム・レディオシャック | +36秒          |
| 3    | ブラッドリー・ウィギンス   | イギリス   | チーム・スカイ           | +41秒          |
| 4    | レイン・ターラミャエ       | エストニア | コフィディス             | +1分10秒       |
| 5    | ジャン＝クリストフ・ペロー | フランス   | AG2R・ラ・モンディアル   | +1分21秒       |

ポイント賞首位
- ハインリヒ・ハウスラー （ オーストラリア、ガーミン・サーヴェロ）　82P

山岳賞首位
- レミ・ポリオル （ フランス、FDJ） 49P

新人賞首位
- レイン・ターラミャエ （ エストニア、コフィディス）　30時間47分27秒

チーム時間賞首位
- チーム・レディオシャック　92時間22分47秒

### 第8ステージ
- 3月13日（日）　ニース　－　ニース　124km

区間成績
| 順位 | 選手名                   | 国籍     | チーム名                     | 時間          |
| ---- | ------------------------ | -------- | ---------------------------- | ------------- |
| 1    | トマ・ヴォクレール       | フランス | ヨーロッパカー               | 3時間15分58秒 |
| 2    | ディエゴ・ウリッシ       | イタリア | ランプレ・ISD                | +23秒         |
| 3    | ジュリアン・エル・ファレ | フランス | コフィディス                 | +1分06秒      |
| 4    | サムエル・サンチェス     | スペイン | エウスカルテル・エウスカディ | 同            |
| 5    | ダビ・ロペス・ガルシア   | スペイン | チーム・モビスター           | 同            |

#### 個人総合成績
| 順位 | 選手名                     | 国籍           | チーム                       | 時間           |
| ---- | -------------------------- | -------------- | ---------------------------- | -------------- |
| 1    | トニー・マルティン         | ドイツ         | チーム・HTC - ハイロード     | 34時間03分37秒 |
| 2    | アンドレアス・クレーデン   | ドイツ         | チーム・レディオシャック     | +36秒          |
| 3    | ブラッドリー・ウィギンス   | イギリス       | チーム・スカイ               | +41秒          |
| 4    | レイン・ターラミャエ       | エストニア     | コフィディス                 | +1分10秒       |
| 5    | サムエル・サンチェス       | スペイン       | エウスカルテル・エウスカディ | +1分13秒       |
| 6    | ジャン＝クリストフ・ペロー | フランス       | AG2R・ラ・モンディアル       | +1分24秒       |
| 7    | ヤネス・ブライコヴィッチ   | スロベニア     | チーム・レディオシャック     | +1分34秒       |
| 8    | リーヴァイ・ライプハイマー | アメリカ合衆国 | チーム・レディオシャック     | +1分36秒       |
| 9    | バウク・モレマ             | スペイン       | ラボバンク                   | +2分04秒       |
| 10   | マキシム・モンフォール     | ベルギー       | レオパルド・トレック         | +2分26秒       |

#### ポイント賞
| 順位 | 選手名                   | 国籍           | チーム                       | ポイント |
| ---- | ------------------------ | -------------- | ---------------------------- | -------- |
| 1    | ハインリヒ・ハウスラー   | オーストラリア | ガーミン・サーヴェロ         | 84       |
| 2    | アンドレアス・クレーデン | ドイツ         | チーム・レディオシャック     | 70       |
| 3    | サムエル・サンチェス     | スペイン       | エウスカルテル・エウスカディ | 67       |

#### 山岳賞
| 順位 | 選手名                 | 国籍     | チーム             | ポイント |
| ---- | ---------------------- | -------- | ------------------ | -------- |
| 1    | レミ・ポリオル         | フランス | FDJ                | 56       |
| 2    | トマ・ヴォクレール     | フランス | ヨーロッパカー     | 29       |
| 3    | ダビ・ロペス・ガルシア | スペイン | チーム・モビスター | 28       |

#### 新人賞
| 順位 | 選手名               | 国籍       | チーム        | 時間           |
| ---- | -------------------- | ---------- | ------------- | -------------- |
| 1    | レイン・ターラミャエ | エストニア | コフィディス  | 34時間04分47秒 |
| 2    | バウク・モレマ       | オランダ   | ラボバンク    | +54秒          |
| 3    | シモン・シュピラック | スロベニア | ランプレ・ISD | +2分14秒       |

#### チーム時間賞
| 順位 | チーム名                 | 国籍           | 時間            |
| ---- | ------------------------ | -------------- | --------------- |
| 1    | チーム・レディオシャック | アメリカ合衆国 | 102時間14分47秒 |
| 2    | チーム・スカイ           | イギリス       | +3分04秒        |
| 3    | チーム・モビスター       | スペイン       | +9分37秒        |

## UCIワールドツアー個人総合順位
3月14日現在
| 順位 | 選手名                   | 国籍           | チーム                       | ポイント |
| ---- | ------------------------ | -------------- | ---------------------------- | -------- |
| 1    | トニー・マルティン       | ドイツ         | チーム・HTC - ハイロード     | 108      |
| 2    | キャメロン・マイヤー     | オーストラリア | ガーミン・サーヴェロ         | 106      |
| 3    | マシュー・ゴス           | オーストラリア | HTC - ハイロード             | 103      |
| 4    | アンドレアス・クレーデン | ドイツ         | チーム・レディオシャック     | 88       |
| 5    | ベン・スウィフト         | イギリス       | チーム・スカイ               | 82       |
| 6    | ブラッドリー・ウィギンス | イギリス       | チーム・スカイ               | 74       |
| 7    | マイケル・マシューズ     | オーストラリア | ラボバンク                   | 70       |
| 8    | サムエル・サンチェス     | スペイン       | エウスカルテル・エウスカディ | 59       |
| 9    | ラウレンス・テン・ダム   | オランダ       | ラボバンク                   | 52       |
| 10   | フランシスコ・ベントソ   | スペイン       | モビスター                   | 46       |